# Скрепка

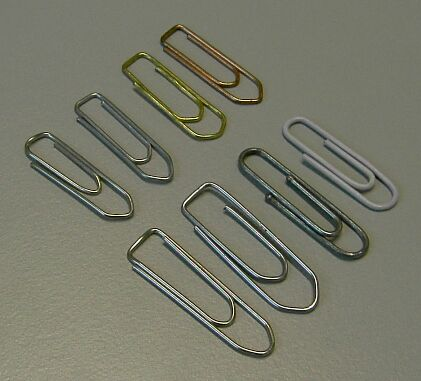
Скрепки

Скре́пка — канцелярский предмет (изделие) для скрепления листов бумаги.
Канцелярская скрепка представляет собой особым образом согнутый отрезок металлической проволоки длиной около 7—10 сантиметров.

## История
В XIII веке появились своеобразные «скоросшиватели» для скрепления листов: в левом верхнем углу делались надрезы, и через них продевалась матерчатая лента. Первым шагом к массовости стали швейные булавки, придуманные в 1835 году американским врачом Джоном Хауи.
В 1890-х годах в конторах (офисах) стали использовать проволочные пружинки (предложенные в 1867 году Сэмюэлем Фэем для совершенно другой цели — крепления к одежде ярлыков). В 1899 году норвежский инженер Ю. Волер, экспериментируя с кусочками пружинной проволоки, придумал несколько удачных конструкций скрепок и получил патент на своё изобретение. Но Волер не стал уделять этому проекту внимания, и в 1900 году американский изобретатель Корнелиус Броснан запатентовал скрепку, получившую имя Konaclip. Однако современный вид эта конторская (офисная) принадлежность приобрела стараниями британской фирмы Gem Manufacturing, которая и выпустила в том же году скрепку Gem в виде классического двойного витка.

## Символика

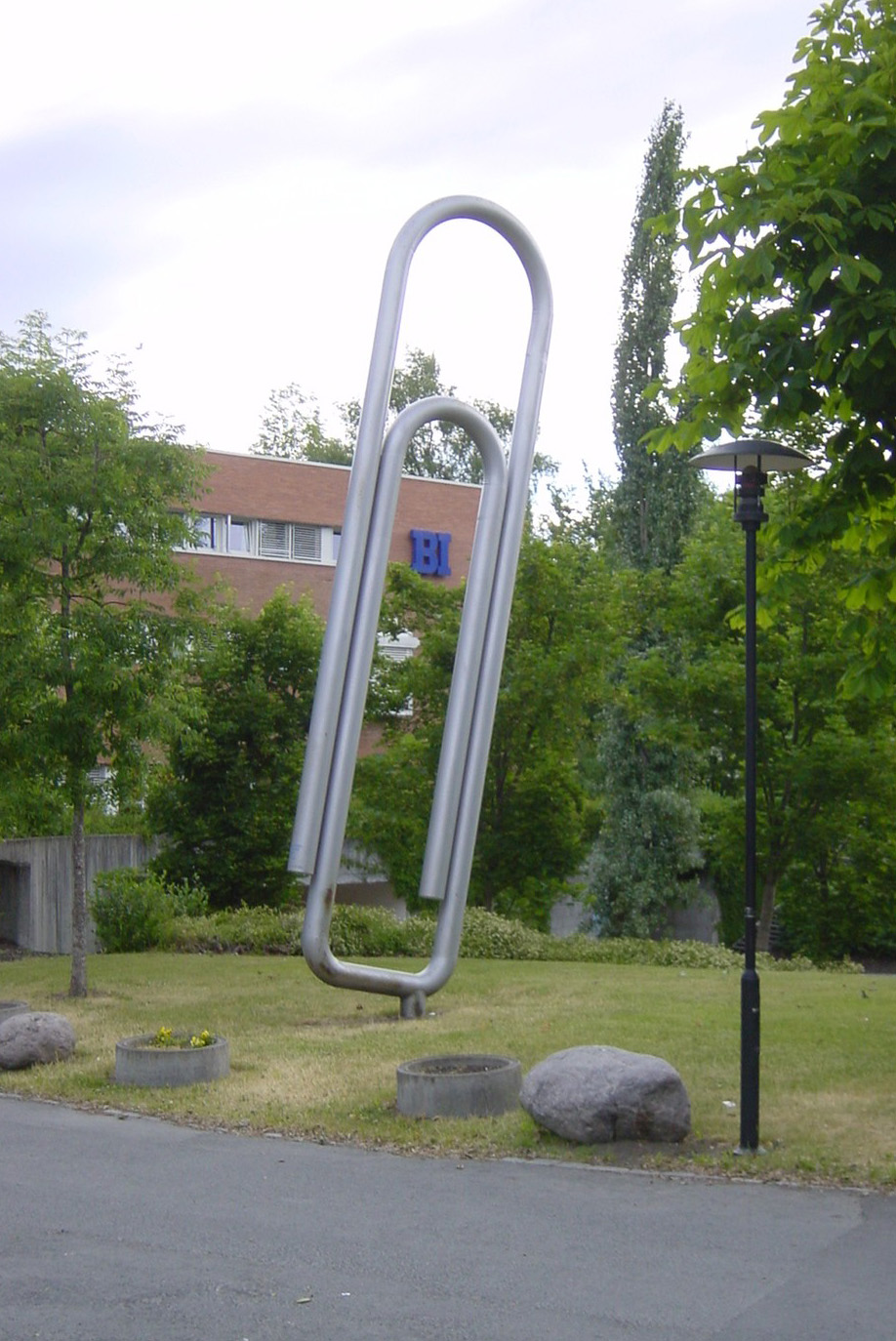
Памятник скрепке в Норвегии.

Для жителей Норвегии скрепка имеет ещё и глубокое символическое значение. Это связано с историей, произошедшей во время Второй мировой войны. В 1940 году, захватив государство и страну, нацисты поставили у власти оккупационное правительство и запретили местным жителям носить пуговицы и значки с инициалами изгнанного норвежского короля Хокона VII. Тогда норвежцы вспомнили о скрепках и стали носить их на одежде, таким образом, последние стали своеобразным символом единства нации и сопротивления. Подвиг граждан и заслуги изобретателя не были забыты: в Осло в январе 1990 года установлен памятник Юхану Волеру, столичному клерку и изобретателю, в виде гигантской скрепки. В 1999 году, на столетнюю годовщину своего официального появления, скрепка попала на норвежскую почтовую марку.

## Рекорды
- В уральском городе Миасс установлен памятник скрепке высотой 9 метров 28 сантиметров, а также памятники кнопке, циркулю, ножницам и линейке, выполненные из стали. Объект занесён в Книгу рекордов Гиннесса[1], официальная запись о регистрации рекорда была сделана 4 мая 2010 года.
- Жанин Ван дер Мейрен из Бельгии собрала цепочку из 22 025 скрепок длиной примерно 820 метров.
- 13—24 июля 1996 года 40 членов сингапурской молодёжной группы «Бун-Лей Коммьюнити Сентр» за 20 часов смастерили цепь из канцелярских скрепок длиной 15,02 километра.